# Малець (Підляське воєводство)
Малець (пол. Malec) — село в Польщі, у гміні Цехановець Високомазовецького повіту Підляського воєводства.
Населення — 140 осіб (2011).
У 1975-1998 роках село належало до Ломжинського воєводства.

## Демографія
Демографічна структура станом на 31 березня 2011 року:
|          | Загалом | Допрацездатний вік | Працездатний вік | Постпрацездатний вік |
| -------- | ------- | ------------------ | ---------------- | -------------------- |
| Чоловіки | 73      | 6                  | 56               | 11                   |
| Жінки    | 67      | 12                 | 26               | 29                   |
| Разом    | 140     | 18                 | 82               | 40                   |